# Ладого-тихвінська група говірок російської мови

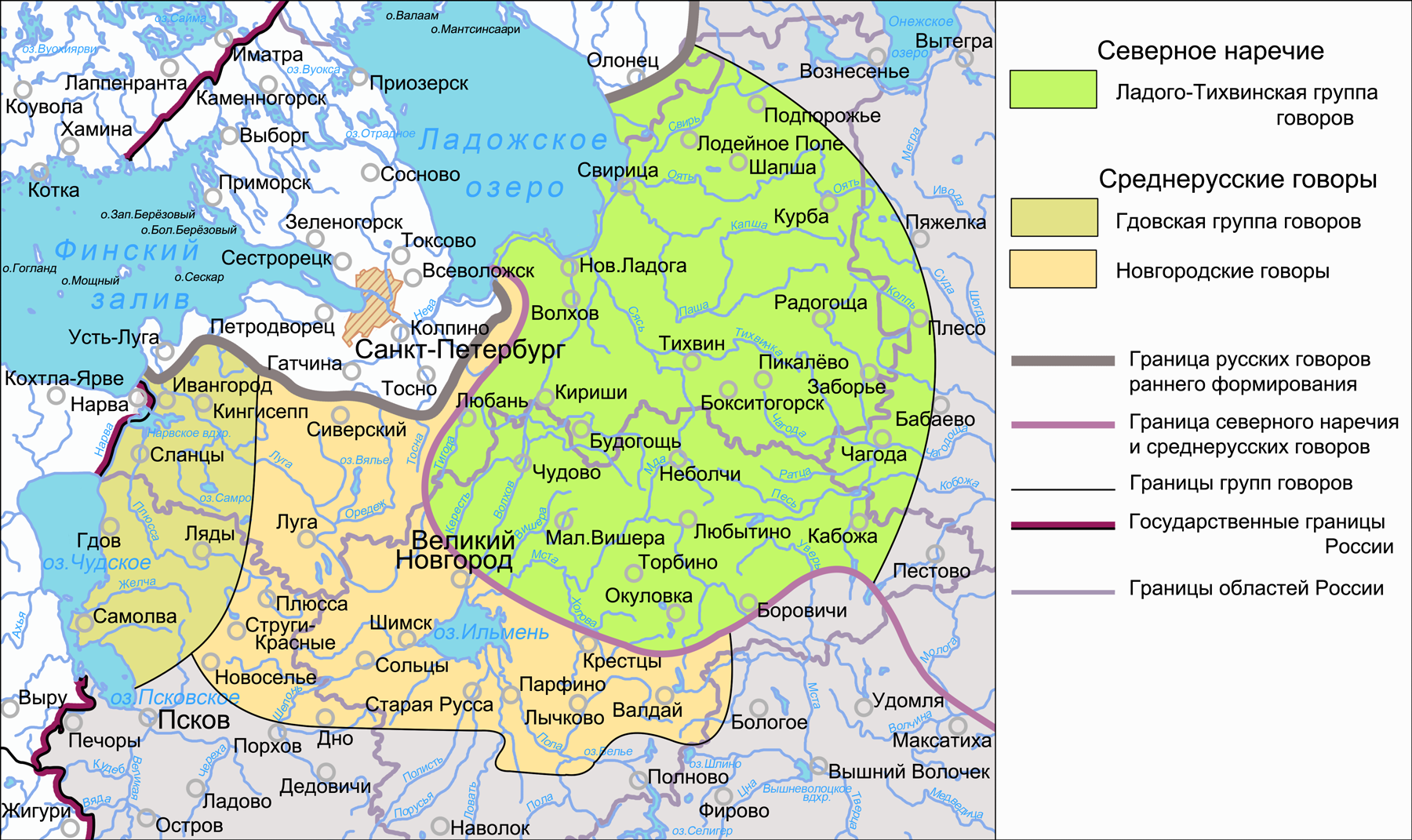
Ладого-тихвінська група говірок на карті діалектів російської мови північно-західного регіону.

Ла́дого-ти́хвінська гру́па гові́рок (рос. Ла́дого-ти́хвинская гру́ппа го́воров) — північноросійські говірки, поширені землями східної частини Ленінградської області і північної частини Новгородської області Російської федерації.
Говірки ладого-тихвінської групи, розділяючи усі діалектні особливості північноросійського наріччя, займають усередині нього відокремлене положення. Ладого-тихвінські говірки, що входять в ареал північно-західніоїдіалектної зони, протиставляються говіркам вологодської і костромської груп з рисами північно-східної діалектної зони. Водночас ладого-тихвінські говірки зближуються із сусідніми з ними середньоросійськими говірками: новогородськими говірками і говірками гдовської групи. Їх об'єднують мовні риси північно-західної діалектної зони і спільне походження від давньоновгородського діалекту.

## Питання класифікації
| Класифікація: - Російська мова - Північноросійське наріччя - Західні північноросійські говірки |

Ладого-тихвінську групу говірок уперше було виділено до складу діалектів російської мови на діалектологічній мапі 1965 року, на карті 1915 року місцевість, займана цими говірками, входила до складу західної (чи новгородської) групи говірок (разом із землями новгородських говірок і гдовської групи говірок за картою 1965 року).
У сучасному діалектному членуванні російської мови, а говірки гдовської групи і новгородські говірки входять у склад західних північноросійських говірок, але втім усі ці діалектні групи поєднані спільними рисами північної, західної і північно-західної діалектних зон і споріднено зв'язані з давньоновгородським діалектом.

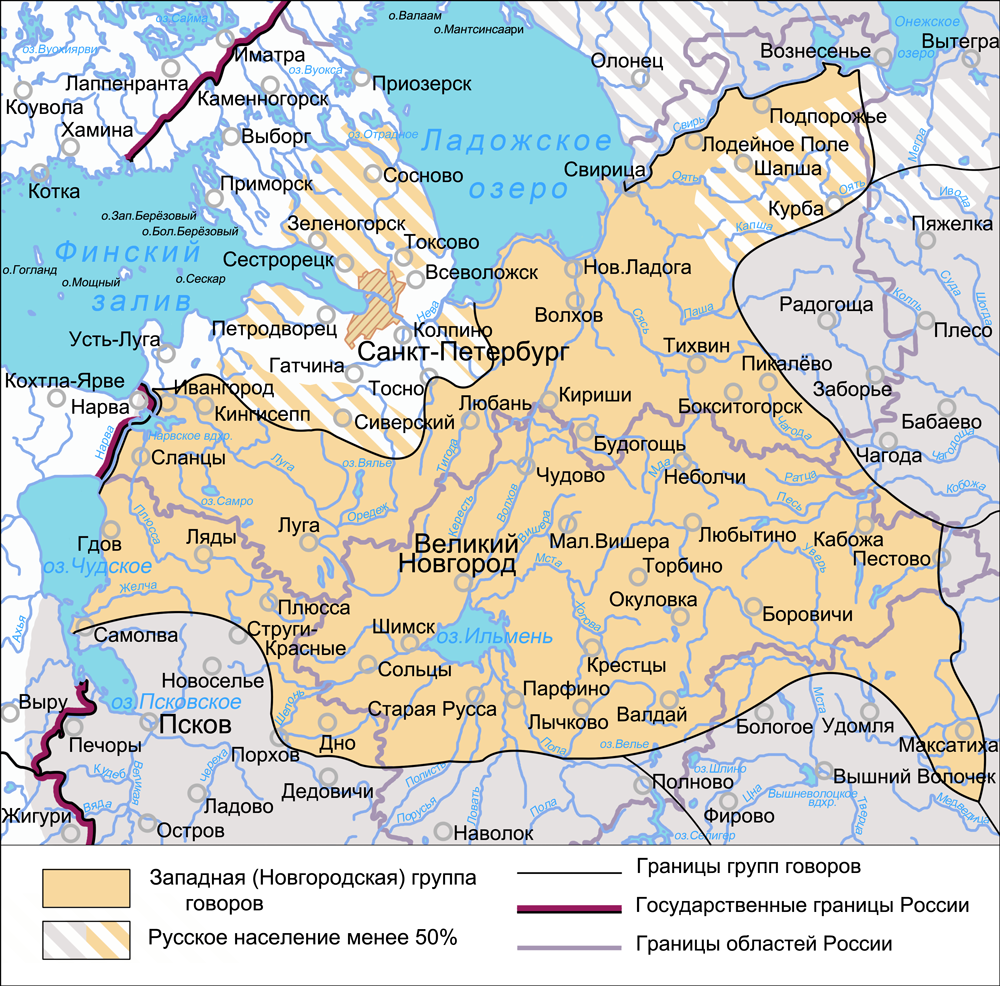
Західна (Новгородська) група говірок, до якої на діалектологічній карті російської мови 1915 року відносилися ладого-тихвінські говірки.

Наявність мовних рис західної і північно-західної діалектних зон, а також відсутність усією територією мовних рис північно-східної діалектної зони і на частині земель мовних рис II-го пучка ізоглос північної діалектної зони відокремлюють ладого-тихвінські говірки від інших груп говірок північноросійського наріччя.
Ладого-тихвінські діалектні риси зустрічаються в сусідніх з ними говірках: в міжзональних говірках північного наріччя, що є перехідними говірками до східного північноросійського діалектного ареалу, а також в говірках поморської групи і західних середньоросійських окаючих говірках.
Ладого-тихвінська група говірок не поділяється на підгрупи, але в ній може бути відзначено деякі відмінності говірок західної і східної частин території. У східних ладого-тихвінських говірках поширені мовні риси II пучка ізоглос північної діалектної зони, невідомі на заході; представлено форми умы́л[си], умы́л[сы] з явищ південно-східної діалектної зони; ширше поширено форми узгоджуваної постпозитивної частки і вимова сполучень приголосних нн відповідно поєднанню дн тощо. В західних говірках поширено особливості вокалізму першого переднаголошеного складу — вимова [е] або [и] відповідно /а/; найпослідовніше поширене вживання /j/ в основі у формах вказівних займенників; переважає вживання узагальненої частки то; представлено форму умы́л[с’а] і поєднання дн тощо.
У структурно-типологічній класифікації російської мови Н. М. Пшенічнової виділяються говірки ладого-тихвінського діалектного типу, близькі за знаходженням ладого-тихвінській групі говірок. Вони розташовуються в осередку території говірок новгородсько-ладозького типу третього рангу, що є частиною виділюваного на другому рівні Новгородського діалектного типу, який своєю чергою відноситься до говірок північноросійського типу.

## Область поширення
Ладого-тихвінська група говірок розміщується в західній частині території розповсюдження північноросійського наріччя на південний схід від Ладозького озера у східній частині Ленінградської області, північній частині Новгородської області і незначній частині вкрай західних районів Вологодської області, граничних з Ленінградською і Новгородською областями, з півночі і північного сходу говірки ладого-тихвінської групи межують з говірками онезької групи і областями поширення карельської і вепської мов, зі сходу з білозерсько-бежецькими говірками, з півдня з селігеро-торжковськими говірками, на південному заході до ладого-тихвінських примикають новгородські говірки.

## Історія
Територія сучасних ладого-тихвінських говірок у Середні століття була північно-східною частиною області поширення давньоновгородського діалекту (найближчій до його історичного центру в Приільменні), який змінив тут мови прибалтійсько-фінського населення. Історично ладого-тихвінські говірки разом з близькими їм новогородськими говірками становили одне діалектне об'єднання, відображаючи процес розвитку власне давньоновгородських говірок. Пізніше між говірками Приільмення і земель на північ та схід від нього через різні причини стали з'являтися розбіжності. Основними з цих причин були такі, як втрата Новгородською республікою незалежності XV століття (говірки новгородської периферії стали розвиватися без впливу койне Великого Новгорода) і переміщення російського населення в кінці XV — початку XVI ст. в районі озера Ільмень. Наслідком цих історичних подій стало утворення сучасної північноросійської ладого-тихвінської діалектної групи як однорідної у мовному відношенні та яка зберегла древніші новгородські риси, тоді як Новгородські говірки виявилися більш зруйнованими, ніж говірки на північний схід від Великого Новгорода, і є нині сукупністю різнорідних середньоросійських говірок (розрізнене поширення дрібних ареалів різнодіалектних рис).
Процес розвитку говірок ладого-тихвінської групи (територію якої меншою мірою торкнулися прямі переміщення населення) протікав в XV — XVIII ст. в тісних діалектних і мовних контактах з іншими північноросійських групами говірок і з фіно-угорськими мовами без впливу мови Новгорода, який він надавав до XV століття. Наслідком цього розвитку стали такі зміни, як перехід від семифонемної до п'ятифонемної системи вокалізму; завершення переходу [ĕ] в [и]; відсутність переходу [а] в [е], як в інших північноросійських говірках; утворення системи приголосних фонем, парних за твердістю-м'якістю; перехід від системи з губно-губним спірантом до системи з губно-зубними фонемами; розвиток розрізнення африкатів і затвердіння /ч/; звуження ареалу поширення шепелявих свистячих і ареалу [w] на місці /л/ у кінці складу і слова; збереження твердих губних наприкінці слова тощо.

## Особливості говірок
Мовний комплекс ладого-тихвінської групи говірок складають наступні діалектні явища:
Усі північноросійські мовні риси, такі, як повне окання; проривне утворення дзвінкого задньопіднебінного звуку /г/ та його чергування з /к/ наприкінці слова і складу; відсутність /j/ в інтервокальному положенні, явища уподібнення і стягнення в поєднаннях голосних; поєднання мм відповідно поєднанню бм; наявність у іменників жіночого роду зі закінченням -а і твердою основою у формі родового відм. однини закінчення -ы; загальна форма іменників і прикметників у множині для давального й орудного відмінків; поширення слів о́зимь, о́зима (сходи жита); ора́ть (орати) поряд зі словом паха́ть; зы́бка (підвішувана до стелі колиска); ковш, ко́вшик; квашня́, квашо́нка; бре́зговать; сковоро́дник (пристрій для виймання сковороди з печі); пого́да (в значенні “погана погода”) і тощо.
Крім північноросійських мовних рис, у мовний комплекс групи входять риси західної, північної і північно-західної діалектних зон (включно з низкою явищ південної локалізації), деякі явища говірок центрального типу, а також явища, притаманні саме для цієї групи говірок:

### Місцеві діалектні риси ладого-тихвінської групи
Зі специфічних діалектних рис ладого-тихвінської групи говірок найхарактернішими і послідовно поширеними є ударний вокалізм і вокалізм першого переднаголошеного складу, решта рис можуть бути відомі в говірках сусідніх діалектних об'єднань або поширені менш послідовно.

#### Фонетика
1. ударний вокалізм після м'яких приголосних, при якому відповідно етимологічним /е/, /ĕ/, /а/ вимовляються такі голосні:
2. * у положенні перед твердими приголосними:
  -     - [о]: н’[о]с (ніс (дія));
    - [и] (на південно-східній території ладого-тихвінської групи говірок можливо [ȇ],[ ͡ие]): б’[и́]лой (б’[ȇ]лой, б’[ ͡ие]лой) (білий)[30][31][32];
    - [а]: п’[а́]той (п'ятий);
3. * У положенні перед м'якими приголосними:
  -     - [е]: д[е]н’ (день);
    - [и]: зв[и]р’ (звір)[33][34][35];
    - [а]: п’[а]т’ (п'ять)

  - У наступних словозмінах простежується відображення вимови [и] відповідно /ĕ/:
    - В ударних і ненаголошених формах давального і прийменникового відм. іменників чол. роду з основою на твердий і м'який приголосні і ц: на стол[и́], в дȇл[и́], на кон[и́], на кра[и́], при отц[и́] тощо;
    - У формі давального і прийменникового відм. особистих і зворотних займенників:
    - У формі питального займенника где — гд[и];
    - У формі називного відм. множини вказівного займенника тот — ти (поряд з цією формою в ладого-тихвінських говірках також вживається форма ты).

  - Вимова [и] відповідно /ĕ/ у словозмінах поширена також в західних середньоросійських окаючих говірках й у говірках онезької групи.
4. Вокалізм першого переднаголошеного складу після м'яких приголосних, при якому відповідно етимологічним /е/, /ĕ/, /а/ вимовляються такі голосні:
  - У положенні перед твердими приголосними:
    - [е] (рідше [и]): н[е]си́ або н[и]си́;
    - [и] (рідше [е]): в р[и]кȇ або в р[е]кȇ;
    - [а] (у південній і західній частинах території можливо [е] і [и]): пр’[а]ди́ (а також пр[е]ди́ або пр[и]ди́ — в південній і західній частинах території групи).
5. Повноголосної форми сто́лоб, во́рог з наголосом на першому голосному. Форма сто́лоб властива для північно-західної діалектної зони (і здебільшого західних середньоросійських говірок) з наголосом переважно на другому складі: столо́б. Також ця форма зустрічається у східних середньоросійських говірках відділу В. Форма во́рог широко поширена у сусідніх новгородських говірках[12].
6. Вимова прийменника к як [т] або [д] перед дзвінкими і як [т] перед глухими вибуховими приголосними: [д] го́роду, [т] го́роду, [д] гу́сю; [т] попу́, [т] па́рню тощо.  Це діалектне явище представлено територією групи невеликими острівними осередками[36].

#### Морфологія і синтаксис
1. Поширення дієслів 3-ї особи без закінчення: нес'[о́] (несе), де́ла[йо] (робить), нес[у́] (несуть), де́ла[йу] (роблять) тощо. Явище, притаманне для північно-західної діалектної зони (широко поширене в говірках онезької, гдовської і псковської груп), в ряді говірок ладого-тихвінської групи представлено в більшості можливих випадків, в однині і множині у дієслів I і II дієвідміни в наголошених і ненаголошених закінченнях, за винятком форми множини I дієвідміни з ненаголошених закінченням: они па́шут (а не па́шу). Подібні форми дієслів за межами північно-західної зони зустрічаються також в поморській групі говірок і в міжзональних говірках Б південного наріччя.
2. Вживання форм займенника 3-ї особи йон, йона́, йоны́, поширених наряду зі займенниками он, она́, оны́. Ці форми, які є властивою рисою західної діалектної зони[5], також непослідовно поширені в західних середньоросійських окаючих говірках. Займенник оны́ за межами західної діалектної зони відомо в говірках Поморської групи й у східних середньоросійських говірках відділу Б.
3. Вживання голосного [е] поряд з [о] у дієслів I дієвідміни у формах 3-ї особи однини і 1-ї особи множини: нес’[е́]т і нес’[о́]т, нес’[е́]м і нес’[о́]м тощо.
4. Вживання форм узгоджуваної постпозитивної частки у східній частині території групи: в називному відм. однини чоловічого роду — от, жіночого роду — та, середнього роду — то; в знахідному відм. однини жіночого роду — ту, в називному відм. множини — ты. У західній частині ладого-тихвінських говірок уживання узагальненої частки то[37].
5. Наявність словоформи крестйа́ны у називному відм. множини, як і в західних середньоросійських окаючих говірках та в говірках відділу В.
6. Займенник 3-ї особи однини жіночого роду она в знахідному відмінку: йей (у північній частині ладого-тихвінських говірок) і йейу́ (в південній частині). Такі ж форми займенника відомі в західних середньоросійських окаючих говірках[12].

#### Лексика
Поширені слова: пали́ца — прач для вибивання білизни; омеши́ — леміш у сохи; косови́ще, косьёвище — дерев'яна частина коси. Слова пали́ца й омеши́ відомі і в говірках онезької групи.
У ладого-тихвінських говірках відзначається лексика прибалтійсько-фінського походження: ка́лика (бруква); коко́рка (ватрушка); ко́рба (сире місце, поросле великими ялинами); ро́йки, роёк (човен з двох скріплених довбаних колод); ла́мка (низина в лісі) тощо.

### Діалектні риси західної діалектної зони
Територія ладого-тихвінської групи говірок входить до північної частини ареалу західної діалектної зони і поділяє її діалектні риси, включаючи:
1. Наявність /j/ в основі у формах вказівних займенників, поширене не усією територією групи: [та́йа] (та) — [ту́йу] (ту), [то́йе] (те), [ты́йи] (ті)[39].
2. Утворення іменників з наростком -ак: сêд[а́к] (їздець, рос. седо́к), ход[а́к] (ходак, рос. ходо́к) тощо[5].
3. Вживання дієприслівників минулого часу в ролі присудка: по́езд ушо́вши тощо[40].
4. Розповсюдження конструкції з прийменником с або з у випадках типу прие́хал з го́рода, вы́лез с я́мы відповідно до прийменника из[5] та інші діалектні риси.

### Діалектні риси північної діалектної зони
Ладого-иихвінські говірки поділяють діалектні риси північної діалектної зони I пучка ізоглос цілковито і II пучка ізоглос у східній частині території, включаючи:
1. Вимова з м'якими приголосними [н'] і [с'] прикметників з наростками -ск-: же́[н']ский, ру́[с']ский тощо.
2. Відмінювання іменника сосна з постійним наголосом на основі: со́сна, со́сны, со́сну, со́сне тощо.
3. Вживання у східній частині території групи називного відмінка іменників жіночого роду з закінченням -а як пряме доповнення при інфінітиві: пошёл коси́ть трава́, копа́ть карто́шка тощо.
4. Поширення слів: баско́й, ба́ский, баско́, баса́ (красивий, красиво, краса); жи́то[41] (ячмінь); ципля́тница, ципляту́ха, ципляти́ха (квочка); мураши́ (мурахи)[12] та інші діалектні риси.

### Діалектні риси північно-західної діалектної зони

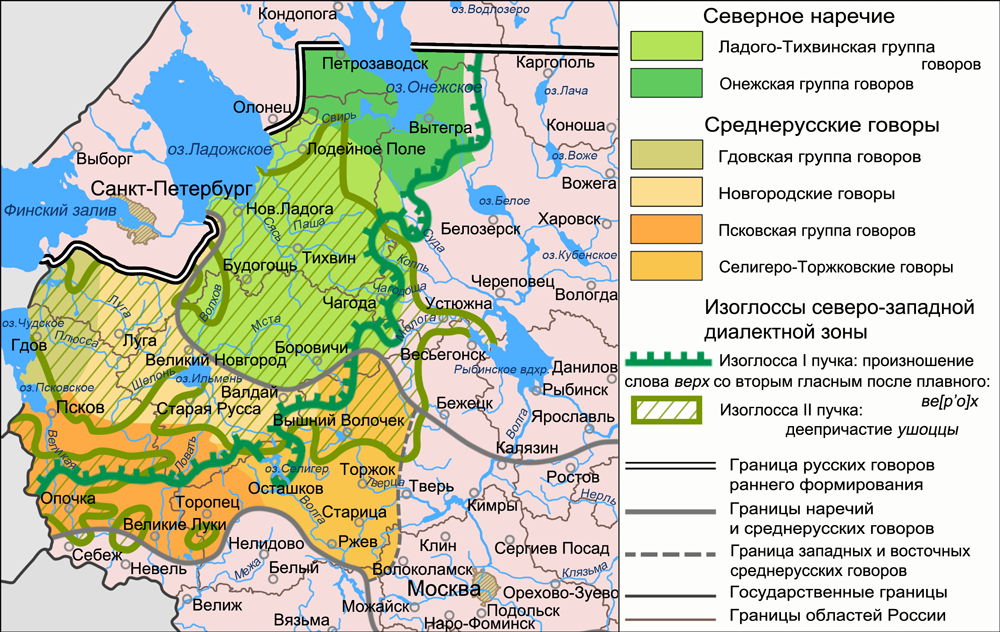
Ладого-тихвінська група говірок в межах ареалів мовних явищ північно-західної діалектної зони

Територія ладого-тихвінської групи говірок входить до ареал північно-західної діалектної зони і поділяє діалектні риси I і II пучка ізоглос, включаючи:
1. Поширення форм давального і місцевого відмінків однини зі закінченням -и (-ы) у іменників жіночого роду на -а з твердою і м'якою основами: 'к земл[и́], к жон[ы́], на рук[и́] тощо.
2. Займенник весь у називному відм. множини — вси.
3. Наявність перфектів: у меня́ воды́ прине́сено, у меня́ коро́ву подо́ено тощо[40].
4. Розрізнення твердих звуків [ч] і [ц]: [чы]та́т’, [ча́]сто тощо[43][44][45][46].
5. Поширення слів: гора́зд, гора́зно (дуже)[47]; позём (гній); барка́н (морква); таска́ть лён (брати льон); пету́н (півень); изгоро́да (певний рід огорожі); при́уз, при́узь, при́узда[48] у значенні “ціп”; лоньша́к, лоньши́на, лоша́к (лоша на другому році); упря́жка (час праці без перерви) та інші діалектні риси.

Серед діалектних рис, притаманних для північно-західної діалектної зони, непослідовно поширене в Ладого-Тихвінської групі тільки вимова сполучень приголосних нн відповідно поєднанню дн: [нн]о (дно), хо́ло[нн]о (холодно), ме́[нн]ый (мідний) тощо.
З числа діалектних рис північно-західної зони (поширених здебільшого у східній частині зони) в ладого-тихвінських говірках відзначаються явища, що зв'язують цю зону з говірками південного наріччя і південно-східної діалектної зони:
1. Наявність інфінітивів з наростком -т’ типу нес’т’ (нести), вез’т’ (везти), а також інфінітивів ити́т’, итти́т’ (іти).
2. Наявність інфінітивів з наростком -ч’: печ’ (пекти), бере́ч’ (берегти) тощо.
3. Поширення таких форм дієслова платить з наголошеним голосним /о/, як пло́тиш, пло́тит.
4. Поширення східною частиною території групи форм дієслів зі зворотною часткою -си (-сы) після приголосного /л/: умы́л[си], умы́л[сы] та інші[12].

### Діалектні риси говірок центру і периферії
Територією ладого-тихвінської групи поширені деякі явища, притаманні для центральних говірок (як правило подібні з явищами літературної мови): вимова губно-зубних щілинних приголосних (спірантів) [в] — [ф] ([в] чергується з [ф] наприкінці слова і складу: [в]ода́, пра́[ф]да, дро[ф] тощо); наявність форм давального і місцевого відмінка однини, що розрізняються за місцем наголосу: по гр’а́зи, в гр’ази́; поширення парадигми дієслів теперішнього часу з основою на задньопіднебінний приголосний із чергуванням задньопіднебінних і шиплячих приголосних: п’о[к]у́, пе[ч]о́ш, пе[к]у́т тощо; поширення слова корово́д з початковим [к] та інші діалектні риси.
Разом з тим в ладого-тихвінських говірках переважають явища периферійних говірок, такі, як тверда вимова довгих шиплячих приголосних [шш] і [жж]: и[шш]о́ (ще), во́[жж]и тощо; вимова твердих губних приголосних відповідно м'яким на кінці слова: го́лу[п] (голуб), се[м] (сім) та інші діалектні риси.

### Зменшувально-пестливий словотвір
Однією з відмінних рис ладого-тихвінської групи говірок є наявність в ній порівняно з літературною російською мовою великого числа іменників з приростками -к-, -ок / ек-, -ик-, -чик-, -ушк / юшк-, -ышк / ишк-, -ичк-, -очк / ечк-, -оньк / еньк-, -ошк-, -онк- тощо.
Ладого-тихвінська група поряд зі псковською групою і новогородськими говірками утворює північно-західну територію російських діалектів, в якій вживання димінутивів, тобто зменшувальної форми, є найбільшим. Найчастіше представлені іменники з наростком -ушк-: ре́чушка, це́рквушка, по́люшко, со́лнушко, тра́вушка, сосе́душко, неве́стушка і багато інших.

## Приклад говірки села Вергіши
Уривок розмови жителів села Вергіши Любитинського району Новгородської області, взятий з навчального посібника з російської діалектології Т. І. Мочалова:
Она́ тр’е́т’йим т’ело́ч’ком то́л’ко / коро́мнайа коро́ва / д’у́жайа // ишо́ и ко́ром у на́с йес' // л’у́д’и йе́с' // жыву́т // колхо́с н’и забыва́йут стару́х поздравл’а́т' // йона́ н’и бу́д’о никогда́ слобо́дна / опр’и́ч' выходно́во // оны́ сп’а́ // вот ужо́ ко́нч’а ф’со́ / дак пото́м и // у́ш што ран’н’о́ па́м’ит’ит' / йа спо́мн’у да и поруга́йус’и // мно́го л' спано́-то // и па́м’ат’ит' (вспоминать) н’и хо́тно // аш с’е́рцо жжа́н’о / как ра́н’н’о́-то спо́мн’иш // йа жы́вуч’и так и н’и была́ как тут нар’а́жена // п’а́т’еро роб’а́т / да ба́пка / да самы́х дво́йо / вот и йе́ш тут што хо́ш // с’ич’а́с у м’ин’а́ и бу́лоч’ка йе́с’т’и / и м’аска́ йе́с’т’и // ит’и́т' стр’о́кнут' коро́ва да попои́т' быч’ка́ // у м’ин’а́ коро́ва была́ пр’ида́н’ица / йа за́муш вы́шла / м’ин’е́ от’е́ц и да́л коро́ву //